# Batman vs. Teenage Mutant Ninja Turtles
Batman vs. Teenage Mutant Ninja Turtles ist ein US-amerikanischer Zeichentrickfilm von 2019. Im Juni desselben Jahres wurde die deutschsprachige Fassung veröffentlicht. Das Crossover von Batman und den Teenage Mutant Ninja Turtles adaptiert eine Comic-Miniserie, die ebenfalls beide Franchises bedient. Der Film entstand unter der Regie von Jake Castorena.

## Handlung
In Gotham wird experimentelle Technologie gestohlen. Batman will den Fall lösen. Bei einem erneuten Raub trifft Batman auf den Foot-Clan und Shredder. Shredder besiegt Batman. Gleichzeitig halten die Teenage Mutant Ninja Turtles den Pinguin auf, der den gleichen Raub vorhatte. Als die Turtles auf Batman treffen, kommt es zum Kampf. Shredder hat sich mit Ra’s al Ghul verbündet, der mit dem Mittel, das die Turtles verwandelt hat, die Bewohner von Gotham verwandeln will. Dazu lässt er eine Maschine bauen. Die Turtles finden die Bathöhle. Dort treffen sie auf Robin, Batman und Batgirl. Die Helden verbünden sich gegen ihre Feinde.
Shredder bricht mit Ra’s al Ghul in das Arkham Asylum ein. Dort geben sie dem Joker etwas von dem Mittel und bekommen im Gegenzug die Formel für das Joker-Gift. Der Joker verwandelt sich und die Insassen mit dem Mittel in Mutanten. Batman, Batgirl und Robin kommen mit den Turtles zum Arkham Asylum und können den Joker aufhalten. Die Maschine ist fertig gebaut und soll gestartet werden. Die Helden greifen zusammen an und können Ra’s al Ghul sowie Shredder aufhalten. Die Maschine wird von Donatello und Raphael zerstört. Zum Schluss essen die Helden zusammen mit Alfred Pizza in der Bathöhle.

## Produktion und Veröffentlichung
Warner Bros. Animation erwog bereits 2016, den Comic Batman/Teenage Mutant Ninja Turtles von James Tynion IV und Freddie Williams II als einen Film für den Direct-to-Video-Markt zu adaptieren. Im Februar 2019 wurde der Film dann erstmals angekündigt, nicht lange vor der Premiere.
Der Film entstand bei Warner Bros. Animation, Nickelodeon Studios und Mirage Studios unter der Regie von Jake Castorena. Das Drehbuch schrieb Marly Halpern-Graser. Lizenzgeber und daher beteiligte Produktionsunternehmen der beiden Franchises waren DC Comics und Image Comics. Als Produzent trat Ben Jones auf, die Musik komponierte Kevin Riepl und für den Schnitt waren Robert Ehrenreich und Kyle Stafford verantwortlich.
Premiere des Films war am 31. März 2019 auf der WonderCon. Am 14. Mai folgte eine Online-Veröffentlichung und am 4. Juni die Veröffentlichung auf DVD und Blu-ray. Der Film kam unter anderem auch in Deutschland, den Niederlanden, Frankreich, Mexiko, Brasilien, Russland und Spanien heraus.

## Synchronisation
| Rolle                    | Originalsprecher | Deutscher Sprecher        |
| ------------------------ | ---------------- | ------------------------- |
| Batman/Bruce Wayne       | Troy Baker       | Jaron Löwenberg           |
| Joker                    | Troy Baker       | Michael Iwannek           |
| Leonardo                 | Eric Bauza       | Boris Tessmann            |
| Raphael                  | Darren Criss     | Nico Sablik               |
| Michelangelo             | Kyle Mooney      | Constantin von Jascheroff |
| Donatello                | Baron Vaughn     | Ozan Ünal                 |
| Damian Wayne/Robin       | Ben Giroux       | Konrad Bösherz            |
| Barbara Gordon/Batgirl   | Rachel Bloom     | Josephine Schmidt         |
| Alfred Pennyworth        | Brian George     | Rainer Gerlach            |
| James „Jim“ Gordon       | Jim Meskimen     | Ronald Nitschke           |
| Scarecrow                | Jim Meskimen     | Roman Kretschmer          |
| Shredder                 | Andrew Kishino   | Thomas Nero Wolff         |
| Ra's al Ghul             | Cas Anvar        | Erich Räuker              |
| Oswald Cobblepot/Pinguin | Tom Kenny        | Michael Pan               |
| Mr. Freeze               | John DiMaggio    | Erik Schäffler            |
| Harley Quinn             | Tara Strong      | Jodie Blank               |
| Poison Ivy               | Tara Strong      | Sabine Mazay              |
| Bane                     | Carlos Alazraqui | Kevin Kraus               |
| Baxter Stockman          | Keith Ferguson   | Oliver Siebeck            |
| Two-Face                 | Keith Ferguson   | Tim Moeseritz             |